# Giusi Raspani Dandolo
Giusi Raspani Dandolo (Trani, 23 d'agost de 1916 – Roma, 14 de gener de 2000) va ser una actriu italiana de teatre, cinema, televisió i ràdio.

## Biografia
Nascuda a Trani, filla d'un magistrat, Raspani Dandolo es matricula al conservatori de Bolzano per ser cantant d'òpera, però finalment abandona els estudis per traslladar-se a Roma, on el 1940 es gradua a l' Accademia d'Arte Drammatica. Va fer el seu debut professional el 1941, amb l'empresa de teatre de Laura Adani. Principalment actua al teatre, aconseguint bones crítiques per les seves actuacions al Piccolo Teatro sota la direcció de Giorgio Strehler.
Raspani Dandolo va tenir sobretot papers còmics, guanyant el premi San Genesio el 1964 per la seva interpretació a l'obra de teatre La fastidiosa. També va participar en pel·lícules, sèries de televisió i ràdio.

## Filmografia
Cinema
- Gian Burrasca, dirigida per Sergio Tofano (1943)
- Il padrone del vapore, dirigida per Mario Mattoli (1951)
- Anema e core, dirigida per Mario Mattoli (1951)
- Viva il cinema!, dirigida per Enzo Trapani (1953)
- Siamo tutti inquilini, dirigida per Mario Mattoli (1953)
- Canzone appassionata, dirigida per Giorgio Simonelli (1953)
- Ci troviamo in galleria, dirigida per Mauro Bolognini (1953)
- Alvaro piuttosto corsaro, dirigida per Camillo Mastrocinque (1954)
- Piccola posta, dirigida per Stefano Vanzina (1955)
- Caporale di giornata, dirigida per Carlo Ludovico Bragaglia (1958)
- Ballerina e Buon Dio, dirigida per Antonio Leonviola (1958)
- Arrangiatevi!, dirigida per Mauro Bolognini (1959)
- Bianco, rosso, giallo, rosa, dirigida per Gianni Puccini (1964)
- Io uccido, tu uccidi, dirigida per Gianni Puccini (1965)
- Con rispetto parlando, dirigida per Marcello Ciorciolini (1965)
- Una vergine per il principe, dirigida per Pasquale Festa Campanile (1965)
- Rita la zanzara, dirigida per Lina Wertmüller (1966)
- Mano di velluto, dirigida per Ettore Fecchi (1967)
- Il lungo, il corto, il gatto, dirigida per Lucio Fulci (1967)
- Non stuzzicate la zanzara, dirigida per Lina Wertmüller (1967)
- Franco e Ciccio... ladro e guardia, dirigida per Marcello Ciorciolini (1969)
- La cosa buffa, dirigida per Aldo Lado (1972)
- La Calandria, dirigida per Pasquale Festa Campanile (1972)
- Due cuori, una cappella, dirigida per Maurizio Lucidi (1975)
- La supplente, dirigida per Guido Leoni (1975)
- Classe mista, dirigida per Mariano Laurenti (1976)
- Care amiche mie, dirigida per Alessandro Metz (1982)

Televisió
- L'ufficiale della guardia (1956)
- Il misantropo Menandro (1959)
- Una tragedia americana (1962)
- Le inchieste del commissario Maigret, episodi Un'ombra su Maigret (1964)
- Cab Cobelli (1965)
- David Copperfield  de Charles Dickens, dirigida per Anton Giulio Majano (1966)
- Knock, ovvero il trionfo della medicina de Jules Romains (1966)
- Tutto Totò (1967), episodi Il grande maestro
- Nero Wolfe , episodi La casa degli attori (1970)
- Ella si umilia per vincere ovvero Gli equivoci di una notte d' Oliver Goldsmith, dirigida per Mario Landi
- Sarto per signora , telefilm, dirigida per Paolo Cavara (1980)

## Teatre
- Die Dreigroschenoper, de Bertolt Brecht, dirigida per Giorgio Strehler. Piccolo Teatro (Milano) (1955-1956)
- La fastidiosa, de Franco Brusati, dirigida per José Quaglio (1965-1966)
- Ciao Rudy, de Garinei e Giovannini e Luigi Magni, regia de Garinei e Giovannini (1966)